# 十地經
《十地經》，又稱《十住經》，大乘佛教經典，收入《華嚴經》〈十地品〉，內容在於宣講菩薩修行的十個位階（十地）。

## 漢譯版本

### 單行本
- 《漸備一切智德經》，西晉竺法護譯，西元297年，大正藏第十冊。
- 《十住經》，姚秦鳩摩羅什譯，西元402年－404年，大正藏第十冊。
- 《十地經》，唐尸羅達磨譯，西元753年－790年，大正藏第10冊。